# Frédéric Curie
Pour les articles homonymes, voir Curie.
Ne pas confondre avec Frédéric Joliot-Curie
Frédéric Curie (20 février 1906 - 16 décembre 1956) fut un pompier membre de la Résistance intérieure française durant la Seconde Guerre mondiale.
Officier du régiment de sapeurs-pompiers de Paris, il fut l'adjoint au chef de corps. Résistant français de la première heure, il fut arrêté et jugé par les Allemands en 1940. Emprisonné durant 15 mois, il mit sur pied dès le début de l’année 1942 le seul réseau de résistance intrinsèquement lié au régiment de sapeurs-pompiers de Paris. Ce réseau sera officiellement baptisé Sécurité parisienne en janvier 1944.
Après la guerre, Frédéric Curie fut l’un des jurés militaires du procès d’Otto Abetz, ex-ambassadeur du Reich en France et du procès de l’aviateur Dieudonné Costes.
Créateur et premier directeur du Centre national d’Instruction et de Protection contre l’incendie (CNIPCI), sorte d’embryon de l’École nationale des sapeurs-pompiers, il s’intéresse également dès 1949 à l’utilisation de l’hélicoptère dans le domaine du sauvetage. Il est le pionnier du Groupement hélicoptères de la sécurité civile.

## Avant la guerre

### L’instituteur de la République
Né à Étupes (Doubs) le 20 février 1906 dans une famille de paysans athées et républicains, le jeune Curie est un pur produit de l’école de la République. Certificat d’études en poche en 1918, il poursuit son cursus : brevet élémentaire puis brevet supérieur.
L’éducation des jeunes le tente. Il entre alors à l’École normale de Mirecourt dans les Vosges. Il en sort en 1925 comme instituteur.

### Le militaire
Il effectue son service militaire au 10e bataillon de chasseurs à pied à partir du 12 novembre 1926. Le chasseur de deuxième classe Curie obtient rapidement le titre d’élève officier de réserve. Il est nommé lieutenant de réserve au 30e bataillon de chasseurs en 1927. Il est rayé des contrôles le 17 avril 1928 après avoir effectué deux mois et demi en Allemagne, principalement à Euskirchen, lors de l’occupation des territoires rhénans.
Mais la vie militaire lui plaît et le 9 mai 1928, il retourne, avec l’uniforme du 30e bataillon alpin de chasseurs à pied, en Allemagne. Il ne reviendra en France que le 27 octobre 1929 Il est alors nommé au 23e bataillon de chasseurs alpins et est admis en juillet 1930 à l’École militaire de l’infanterie et des chars de combat à Saint-Maixent. Il y entre comme sergent.
Sous-lieutenant d’active il est nommé lieutenant au 46e régiment d’infanterie jusqu’à son incorporation au régiment de sapeurs-pompiers de Paris le 1er février 1934.

### Le franc-maçon
Frédéric Curie fut initié le 21 avril 1933 à la loge « Les Amis éprouvés » de Montbéliard rattachée au Grand Orient de France.
Titulaire du 18e grade du Rite écossais ancien et accepté (chevalier Rose-Croix) qui en comprend 33, il a été membre de plusieurs loges parisiennes : Voltaire, mais aussi Étoile polaire, sans oublier à partir de 1945, l’un des ateliers les plus connus du Grand Orient de France : « La Clémente Amitié ». Frédéric Curie a d’ailleurs participé à sa reconstruction après la fin de la guerre. Sa qualité maçonnique et l’idéal maçonnique vers lequel il tend sont primordiaux dans ses actions futures qu’elles soient de résistance ou de sauvetage.

### Le sapeur-pompier de Paris

Caserne de Château-Landon.

C’est sur sa demande que Frédéric Curie va intégrer le régiment de sapeurs-pompiers de Paris le 1er février 1934.
Le lieutenant Curie sert d’abord à la 10e compagnie (Château-Landon) puis quelques mois à la 25e compagnie (Drancy). Le 1er septembre 1939, il est nommé à la 4e compagnie (Vieux-Colombier), sous les ordres du capitaine Lucien Sarniguet, lui aussi issu de Saint-Maixent.

## Pendant la guerre

### La résistance individuelle
Dès l’armistice signé le lieutenant Curie avec le capitaine Lucien Sarniguet, dissimule des caisses d’armes provenant de la caserne du Vieux-Colombier.
De caractère bouillant, le capitaine Curie, n’hésitera pas, en juillet 1940, en pleine rue et devant les civils passant là, à obliger un soldat de la Wehrmacht à le saluer. Ce dernier avait, semble-t-il oublié les règles militaires de base.
Toujours en compagnie de son chef Lucien Sarniguet, Frédéric Curie met également sur pied une technique habile permettant de venir en aide à des soldats français fait prisonniers et échappés des colonnes allemandes : « Au début de juillet 1940, pendant une semaine environ, des réservistes ont été démobilisés directement par les commandants de compagnie. Cette situation donna l’idée au capitaine Sarniguet et au lieutenant Curie de procéder de même au profit des prisonniers ayant pu s’évader des colonnes ou des camps en raison du désordre du moment. Il s’agissait de se procurer des livrets militaires de disparus ou autres. Sur ces livrets étaient porté les mentions suivantes : Incorporé au régiment de sapeurs-pompiers le… avec cachet aménagé d’un bureau de recrutement, puis la mention : Démobilisé le… avec le cachet et la signature de la 4e compagnie. » Plusieurs actions furent réalisées au profit d’officier et d’hommes de troupe. Les livrets militaires étaient récupérés auprès d’un médecin et d’un infirmier.

### L’arrestation et la détention
« La nommée L., femme d’un infirmier de l’hôpital Lariboisière, maîtresse de l’Allemand Ralph inspecteur de police, dénonça son mari pour recel de prisonniers évadés, en fait des deux chasseurs alpins évadés dont l’un était le cousin de L. et venait d’être, par les soins de Sarniguet et Curie, pourvu d’un livret faux et d’un laissez-passer. Sur cet homme, la police allemande trouva l’adresse du lieutenant Curie. Il fut aisé aux policiers allemands de découvrir le pot-aux-roses à la caserne du Vieux-Colombier grâce au livret et au laissez-passer destinés au deuxième prisonnier que le lieutenant Curie avait chez lui tout préparés et à des brouillons qui se trouvaient par négligence dans la corbeille à papier du capitaine Sarniguet. »
« L’arrestation eut lieu le 23 août 1940. Le 8 octobre par jugement régulier d’un tribunal militaire, le capitaine Sarniguet, comme chef de bande, fut condamné à 30 mois d’emprisonnement. Le capitaine Curie, comme second, eut 15 mois de la même peine. La détention eut lieu au Cherche-Midi, à Fresnes en cellule jusqu’au mois de juin 1941, puis en commun à partir de cette date jusqu’au 6 décembre 1941 pour le capitaine Curie, jusqu’au 10 février 1942 pour Sarniguet. Celui-ci fut repris par les Allemands de juin à septembre 1942 à la suite de son éviction du régiment en mai 1942 ».
Ses 15 mois de prison, il les purgea à la prison de Fresnes, à Troyes et au fort d'Hauteville près de Dijon. Employé au greffe judiciaire de Fresnes, « il utilise ses fonctions […] à faire pénétrer dans [la prison] des tracts et des journaux clandestins ». Au greffe, il dresse des états incomplets de prisonniers afin de les faire libérer plus tôt.
Le découragement ne l'atteint pas : « Officier d'un allant et d'un cran remarquable qui a fait preuve pendant toute la durée de l'occupation du plus ardent patriotisme et d'une confiance inébranlable dans la victoire des Alliés ».

### La formation de Sécurité parisienne
Le 6 décembre 1941 Frédéric Curie sort de prison. Il est affecté à la 22e compagnie (Choisy-le-Roi) du régiment de sapeurs-pompiers de Paris dont le poste de commandement est à Vitry-sur-Seine. « Son caractère exigent, sa foi inébranlable en la victoire, ne lui permettent pas de se borner aux initiatives que réclament les problèmes immédiats et  peine sorti de prison, il en prend d’autres, plus dangereuses, qui risquent, car il est surveillé de très près, de le faire incarcérer une nouvelle fois ».
Malgré les menaces qui pèsent sur lui : « A entrepris, sitôt la liberté recouvrée, l'organisation de la résistance au régiment de sapeurs-pompiers. Travaillant dans l'ombre, inaccessible à la crainte comme au découragement, a réussi à mettre sur pied l'effectif d'un bataillon de volontaires dont l'action, au cours des combats de la libération de Paris, a fait l'admiration de tous. Agent recruteur et actif d'un réseau de renseignements, a, par ailleurs, accompli au péril de sa vie de nombreuses missions individuelles de la plus haute importance».
C’est donc à la 22e compagnie que Frédéric Curie va mettre sur pied le réseau de résistance qui sera baptisé officiellement Sécurité parisienne en janvier 1944. Il recrute d'abord le lieutenant René Blanc au début de l'année 1942, puis d'autres officiers qui vont former les cadres de la structure. Charge à eux de recruter à leur tour.
Sécurité parisienne fait partie des Forces gouvernementales chargées de préparer la mise en place du Gouvernement provisoire de la République française du général De Gaulle. Elles sont composées de gardes républicains, de gendarmes et de pompiers. Le groupe Sécurité parisienne sera reconnu par le Comité national de la Résistance (CNR) au sortir du second conflit mondial, comme membre du mouvement combattant de Résistance, dirigé par le docteur Pierre Favreau, dont le pseudonyme est docteur Pierre, lui aussi éminent franc-maçon. Frédéric Curie a aussi un  pseudonyme dans la résistance : Chanal et parfois même, le Commandant Chanal.

### Les missions de Sécurité parisienne
La première des missions du groupe était bien sûr la recherche, la centralisation et la transmission de renseignements. Effets des bombardements, objectifs à détruire et manière d’y parvenir arrivèrent à Londres. Les plans des aérodromes, des gares de triage, des centrales et transformateurs électriques, des lignes téléphoniques souterraines importantes furent relevés et des photographies de bombardements furent prises.
La seconde mission consistait au sabotage de l’extinction des incendies touchants des intérêts allemands et ce, chaque fois que cela a été possible comme lors du sinistre de l’Organisation Todt. Même chose vers le 15 août où les itinéraires allemands, détruits ou modifiés, provoquèrent à Choisy-le-Roi, un embouteillage de convois qui dura toute une nuit.
Le groupe fit également des transports d’armes à l’intérieur de Paris au profit de maquis des Forces gouvernementales près de Nemours. Ces maquis rassemblaient en 1944 entre 4000 et 5000 hommes. Ils sont commandés par Paul Delouvrier. C’est en 1944 qu’il prend la tête de deux maquis à Nemours et à Milly, maquis qui ont pour mission d’emmener le général de Gaulle à Paris dans le cas où la 2e division blindée ne pourrait le faire.
Notons que le sergent-chef Maurice Lemaire, du RSPP et de Sécurité parisienne ira ravitailler ces maquis avec une camionnette chargée de fûts d’essence prélevés sur le stock du quartier Dupleix. Des vivres et des couvertures, prises à des miliciens, bénéficièrent aux mêmes maquis.
En outre, Sécurité parisienne réquisitionne, grâce à des complicités, 14 000 litres de carburant au profit de l’état-major du général délégué à l’administration des territoires occupés. Ce carburant fut stocké dans un garage du corps à Vitry-sur-Seine.

### Patriam Recuperare
Outre Sécurité parisienne, Frédéric Curie est aussi en lien avec le mouvement Patriam Recuperare, essentiellement composé de francs-maçons. Il est l'agent 1460 du réseau Thermopyle qui fournit, à destination de la France libre « des renseignements très importants sur les destructions obtenues par les bombardements alliés, sur les emplacements de batteries anti-aériennes, les transports de matériels allemands. Il a réussi à photographier des ouvrages ennemis et des points bombardés. En toute occasion il a saboté systématiquement le service des incendies d'installations allemandes avec courage et ingéniosité, s'efforçant de neutraliser les destructions entreprises par l'ennemi » .

### D’autres actions
Il participe à l'élaboration du plan qui aboutira au coup de main sur le fourgon cellulaire de Jean-Pierre Lévy, membre de l'assemblée consultative d'Alger arrêté lors d'une mission en France occupée. Frédéric Curie fait aussi passer en Suisse le fils de Marcel Poimbœuf, lui aussi membre de l'assemblée consultative d'Alger.

### Sécurité parisienne durant la semaine de la Libération de Paris
Durant la semaine de la Libération de Paris, du 19 août 1944 au 26 août 1944 les sections clandestines de Sécurité parisienne sont opérationnelles mais les actions de résistance ne doivent pas éloigner des missions traditionnelles des sapeurs-pompiers de Paris.
Le 20 août 1944, Charles Luizet, Préfet de Police de Paris et chef des Forces gouvernementales, va donner l’ordre aux chefs de Sécurité parisienne de prendre la tête du régiment des sapeurs-pompiers de Paris. Le commandant Charles Camus, promu lieutenant-colonel, devient chef de corps et le capitaine Curie, promu chef de bataillon, est son adjoint.
Le premier journal édité lors de l’insurrection parisienne : « L'information officielle des armées de la République » est distribué par des sapeurs-pompiers de Sécurité-Parisienne.
Liaisons avec la préfecture de police de Paris, transmissions de renseignements, captage de messages allemands, ravitaillement en armes, en munitions et en explosifs de la Préfecture de Police, participation directe à la bataille par la mise à disposition de chefs FFI, nettoyage des toits à partir du 25 août, liaisons avec les alliés dont l'état-major du général Eisenhower, du général de Gaulle et de Leclerc et déploiement sous l’Arc de Triomphe du premier drapeau tricolore, telles furent quelques missions des soldats du feu de Sécurité parisienne.
Sans oublier la sécurisation de la descente de l’avenue des Champs-Élysées par le général De Gaulle le 26 août 1944.

## Après la guerre

### Le procès de Dieudonné Costes
Frédéric Curie fut l’un des jurés militaires lors du procès du célèbre aviateur qui a été jugé, du 14 au 17 mars 1949 à Paris pour intelligence avec l’ennemi. Il fut acquitté.

### Le procès d’Otto Abetz
Au sortir de la guerre, Frédéric Curie va  participer, du 12 juillet 1949 au 22 juillet 1949 au procès d'Otto Abetz, ambassadeur du Troisième Reich en France sous l'Occupation. Dans ses mémoires parus en 1951 Abetz écrit : « (…) Les jurés (…) étaient tous des militants acharnés de la Résistance et c'est un communiste, Curie, commandant du régiment de sapeurs-pompiers de Paris qui donnaient le ton ». Otto Abetz fut condamné à 20 ans de travaux forcés pour crimes de guerre.

### L’École nationale des sapeurs-pompiers
Frédéric Curie est nommé en juillet 1945, premier directeur du Centre national d'Instruction de la Protection contre l'incendie, embryon d'une École nationale des sapeurs-pompiers « ayant pour but la formation et le perfectionnement du personnel des services de défense passive et de la protection contre l'incendie ».
Le siège était sis au 26 rue Chaptal à Paris. « Il fournit alors un travail considérable qui dépasse toutes les prévisions. L'organisation de l'Institution qui lui est confiée est un modèle grâce à ses brillantes qualités pédagogiques. Il sait s'attirer la sympathie de tous les stagiaires quelle que soit leur origine, tout en obtenant d'eux une attention soutenue et en les intéressant d'une façon continue aux diverses matières enseignées », explique dans une note le préfet, directeur de la Sécurité civile, Eugène Sirvent.

### La poursuite des missions de sauvetage traditionnelles
Parallèlement à ses activités, Frédéric Curie répond toujours présent aux sollicitations de sauvetage.
Il participe aux secours demandés par les autorités locales au régiment de sapeurs-pompiers entre le 20 août et le 2 septembre 1949. Il y obtient une lettre de félicitations pour son courage et son dévouement.
Ce drame de la spéléologie, reste encore de nos jours le plus meurtrier de l'histoire. Il se déroule le 11 novembre 1950. Sept spéléologues francs-comtois, se font surprendre par la brusque montée des eaux au « Trou de la Creuse » près de Blamont. Six y perdront la vie. Les sapeurs-pompiers de Paris sont appelés en renfort par Antoine Peugeot, industriel et ami de Frédéric Curie. « Les pompiers du centre de la protection civile dépendant du corps des Sapeurs-Pompiers de Paris sous la direction du commandant Curie et de l'adjudant de Taddéo sont partis du Bourget à 11 h 15(…) Dès leur arrivée à 17 h 15 ils entreprirent les recherches avec leur scaphandre afin de découvrir le dernier corps ».
Ce drame est à l'origine du plan Orsec à l’élaboration duquel Frédéric Curie a participé : « Rattaché à l'Inspection générale des Services d'Incendie, il a également préparé les travaux initiaux qui ont abouti à la création du sauvetage aérien en France et en Europe, la mise au point des plans ORSEC, SAMAR et SATER pour le sauvetage en cas de catastrophe et sous toutes ses formes. »

### Le pionnier du sauvetage héliporté
L'adjudant Joseph de Taddéo, qui fut membre durant l'Occupation du réseau de résistance Sécurité parisienne, et qui travaille à Chaptal, est l'auteur d'un rapport sur l'hélicoptère. Frédéric Curie s’intéresse très vite à ces possibilités en matière de sauvetage.
Le premier essai a lieu fin 1949 à l’héliport d’Issy-les-Moulineaux avec un Hiller 360 seul appareil, à l'époque, en état de voler en Europe. Suspendu sous l'hélicoptère, de Taddéo est le premier homme à voler dans le ciel de Paris dans cette configuration. Curie sera le second. D'autres essais seront organisés avec un Westland-Sikorsky 51 et un Bell 47G.
Frédéric Curie participa avec le médecin-général Robert, le médecin-général inspecteur Valérie André ou Paul-Émile Victor, à la création de la Ligue française de secours et de sauvetage aérien (LIFRASSA) qui mit au point une réglementation concrète du sauvetage aérien.
Le groupement hélicoptère verra officiellement le jour après la mort du lieutenant-colonel Curie, le 19 juin 1957.
En février 1953, Frédéric Curie, nommé lieutenant-colonel un mois plus tôt, se rend aux Pays-Bas lors d'inondations monstres qui feront près de 1800 victimes.
Il se rendra également en septembre 1954 à Orléansville en Algérie où vient de se produire un terrible séisme. Il y retrouvera Valérie André alors médecin-capitaine.
Frédéric Curie est désigné pour participer à l’organisation des secours du 10 septembre au 25 septembre 1954.
Le 30 mai 1956, il réalise avec un Bell 47G la première liaison en hélicoptère entre la pointe du Raz et l'île de Sein. Une rue de l'île porte d'ailleurs encore son nom.
Il répond présent à toutes les sollicitations en France et à l’étranger pour des démonstrations. Il achète même au milieu des années 1950 avec l’ensemble de ses économies, preuve de son « jusqu’au-boutisme », un grain d’uranium qu’il va perdre sur l’héliport d’Issy-les-Moulineaux ; grain d’uranium qu’il va ensuite rechercher grâce à un compteur Geiger dont le capteur pend sous son hélicoptère.

## La mort

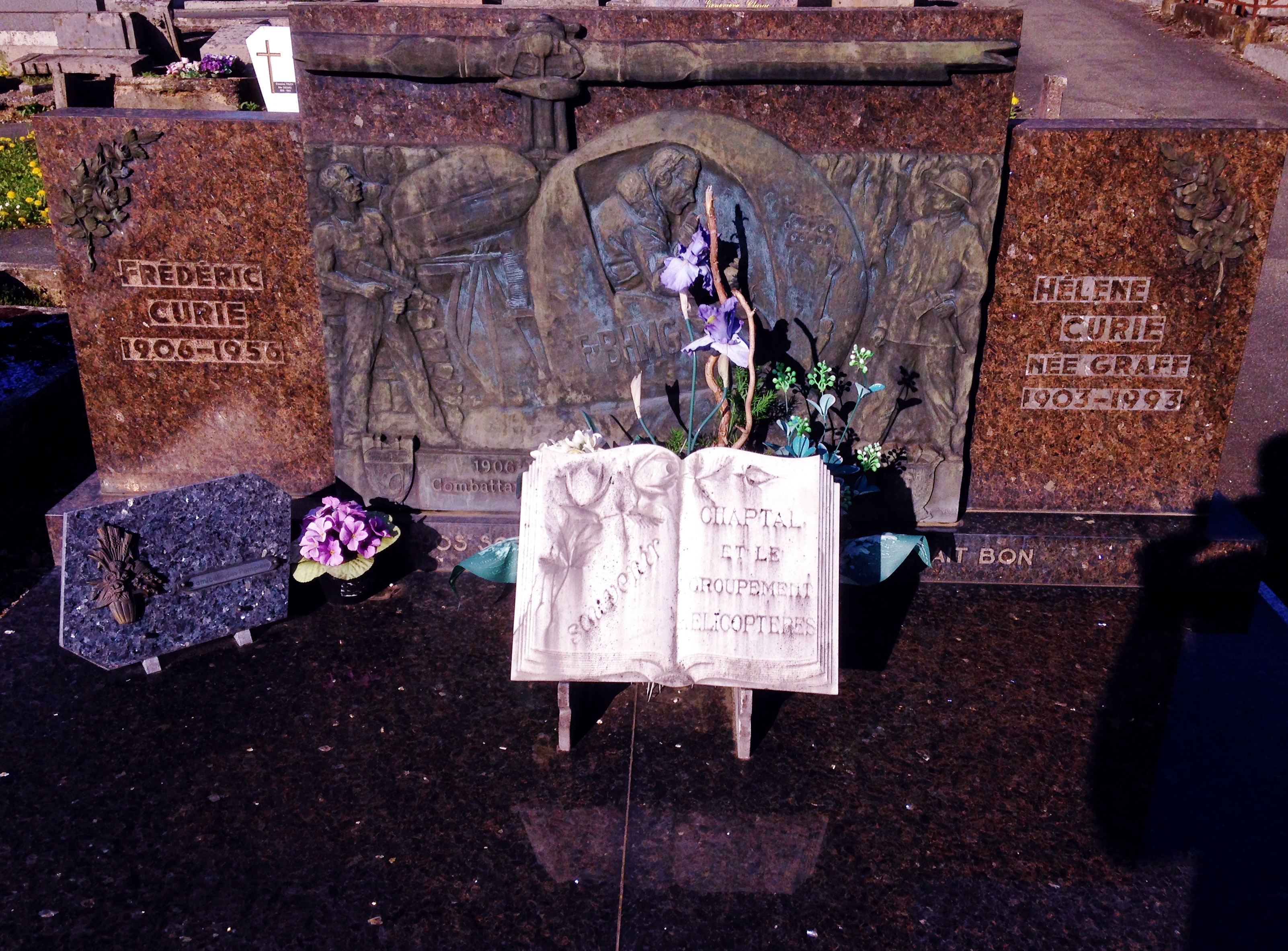
Tombe du lieutenant-colonel Frédéric Curie à Etupes.

Le 7 octobre 1956, lors du Salon nautique, il est victime du premier accident de ce type : son hélicoptère s'écrase dans la Seine alors qu'il effectue des démonstrations et il évite une issue fatale grâce à ses réflexes et à sa présence d'esprit en cassant la bulle en plexiglas de son hélicoptère afin de pouvoir remonter à la surface.
Cet accident aura marqué l’homme autant physiquement que psychologiquement. Usé par un travail intense et harassant il meurt deux mois et demi plus tard.
La vie trépidante de Frédéric Curie s'achève donc au 26 rue Chaptal par une crise cardiaque la nuit du 16 décembre 1956.
Le 18 décembre 1956, les hommages lui sont rendus dans la cour de la caserne Champerret, le Quartier central du régiment de sapeurs-pompiers de Paris.
Le 20 décembre 1956 à Étupes, la lourde dalle de marbre noir scellait la dernière demeure de Frédéric Curie. Une tombe surmontée d'une plaque commémorative du maître sculpteur Helbert représentant Frédéric Curie aux commandes de son Bell 47G et rappelant le triptyque de sa vie : Combattant de la Résistance, Entraîneur d'hommes, Pionnier du sauvetage aérien.

## La postérité

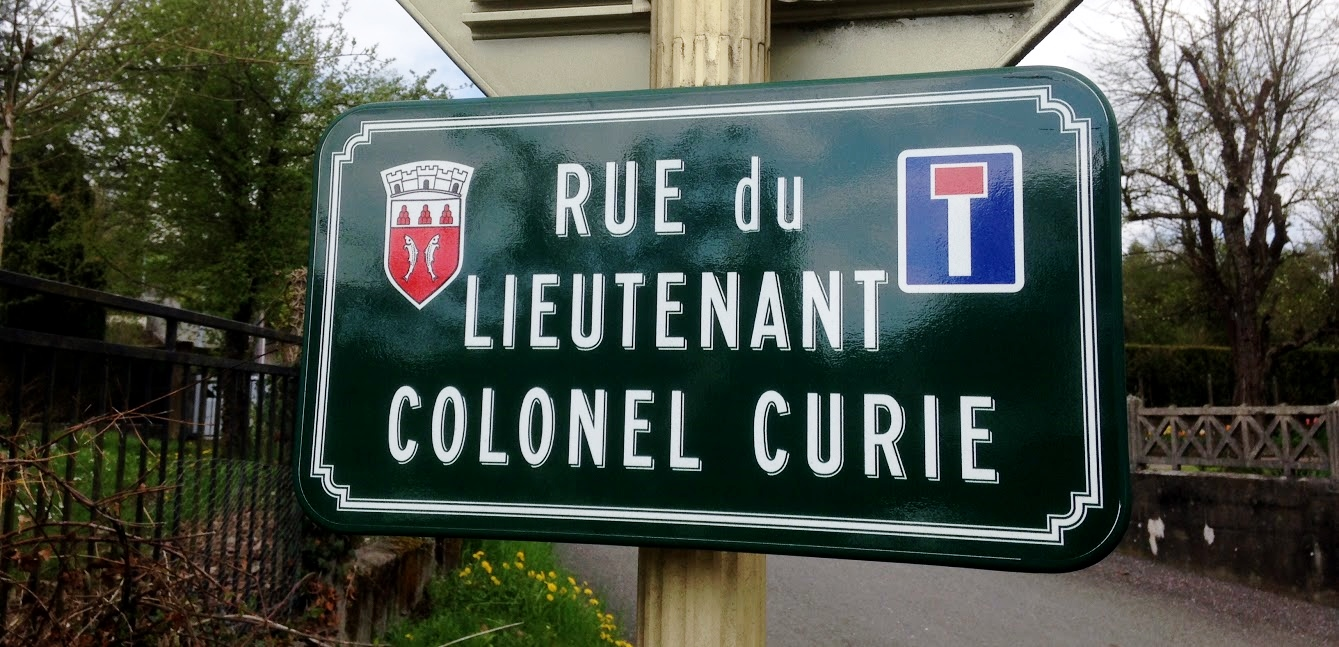
Plaque de rue à Etupes, le village natal du lieutenant-colonel Frédéric Curie.

La base de Nîmes-Garons porte son nom depuis le 15 septembre 2007. Elle a été baptisée par Michèle Alliot-Marie, alors ministre de l’Intérieur.
Plusieurs rues en France portent le nom du lieutenant-colonel Frédéric Curie : une dans son village natal d'Etupes et une autre à l'Île de Sein. Le 25 octobre 2011, une rue de Choisy-le-Roi a été baptisée rue du Lieutenant-colonel Curie. Elle se trouve dans le quartier Seine-et-Parc. La cérémonie a eu lieu en présence du Général Gilles Glin, commandant la Brigade de sapeurs-pompiers de Paris, de Daniel Davisse, maire de la ville et d'Henri-Lucius Grégoire, chargé de mission du Groupement de résistance Sécurité parisienne.
La 78e FILT (Formation d'intégration des lieutenants de sapeurs-pompiers professionnels), entrée en janvier 2012 à l'ENSOSP, l'École Nationale Supérieure des Officiers de Sapeurs-Pompiers a choisi de se baptiser "Promotion lieutenant-colonel Frédéric Curie". Ces 48 lieutenants ont défilé sur les Champs-Élysées le 14 juillet 2012. Quatre jours avant, ils sont venus rendre hommage à Frédéric Curie à la Brigade de sapeurs-pompiers de Paris où ils ont été reçus par le général Gilles Glin, commandant la BSPP.

## Les décorations
- Chevalier de la Légion d'honneur (décret du 7 mai 1946)
- Croix de guerre 1939-1945 avec deux palmes de bronze synonyme de deux citations à l’ordre de l’Armée.
- Médaille de la Résistance avec rosette (17 mai 1946)[24]
- Médaille de l'Aéronautique 1956
- Chevalier des Palmes académiques
- Deux médailles d’honneur pour actes de courage et de dévouement 1938 et 1943
- Croix du combattant volontaire de la Résistance
- Médaille de la déportation et de l'internement pour faits de Résistance
- Croix du combattant

## Compléments